# Microtatorchis platyrhachis
Microtatorchis platyrhachis är en orkidéart som beskrevs av Rudolf Schlechter. Microtatorchis platyrhachis ingår i släktet Microtatorchis och familjen orkidéer. Inga underarter finns listade i Catalogue of Life.